# Friends (Stella Getz)
Friends è un singolo della cantante norvegese Stella Getz, pubblicato nel 1993 su etichetta discografica Mega Records come primo estratto dal suo album di debutto Forbidden Dreams.
Il brano è stato scritto dalla stessa cantante con Lars E. Ludvigsen e Mikkel S. Eriksen, ed è stato prodotto da questi ultimi due.

## Tracce
CD maxi-singolo
1. Friends – 3:12
2. Friends (versione 12") – 7:14
3. Friends (Late Nite Mix) – 4:38
4. Friends (U.S. Remix) – 2:55

CD remix
1. Friends (MEGA-Dance Remix) – 5:34
2. Friends (Cyber-Town Remix) – 5:06
3. Friends (Tango Remix) – 2:52
4. Friends (Hi-Rate Remix) – 6:18

12" (Danimarca)
1. Friends (versione 12") – 7:14
2. Friends (Late-Nite-Mix) – 4:38
3. Friends (U.S. Remix) – 2:55

12" (Germania)
1. Friends (MEGA-Dance Remix) – 5:34
2. Friends (Cyber-Town Remix) – 5:06
3. Friends (Hi-Rate Remix) – 6:18

## Classifiche
| Classifica (1993–94) | Posizione massima |
| -------------------- | ----------------- |
| Danimarca            | 9                 |
| Germania             | 32                |
| Norvegia             | 5                 |